# Пожарский, Борис Иванович
Бори́с Ива́нович Пожа́рский (1 января 1936, СССР ― 21 июля 2021, Пермь,  Российская Федерация) ― председатель Пермского областного совета профсоюзов (1985―2007), Народный депутат СССР (1989―1991).

## Биография
Родился 1 января 1936 года.
В 1958 году окончил Уральский политехнический институт. С 1958 по 1979 год Пожарский работал в Пермском объединении моторостроителей имени Якова Свердлова, где был последовательно начальником цеха, начальником авиационного производства, заместителем главного инженера по подготовке производства.
В 1979 году был избран освобождённым секретарём партийного комитета Пермского моторостроительного завода, работал на этом посту до 1985 года. С 1982 по 1990 год Пожарский неоднократно избирался депутатом Пермского областного Совета и членом бюро обкома КПСС.
26 марта 1989 года Борис Пожарский был избран Народным депутатом СССР. Заявлял о себе как о стороннике парламентской формы правления. При этом был противником отмены 6-й статьи Конституции СССР, которая закрепляла руководящую роль КПСС в советском обществе и, на съездах народных депутатов СССР всегда голосовал против направленных на это мер. Вышел из рядов КПСС 19 августа 1991 года в знак протеста против попытки ГКЧП совершить государственный переворот в СССР. Несмотря на это разделял многие положения программы ГКЧП, говорил о том, что реализовать эти положения руководители ГКЧП могли бы действуя через Съезд народных депутатов СССР.
C 1985 по 2007 год Борис Пожарский работал председателем Пермского областного совета профсоюзов.
Награждён двумя Орденами Трудового Красного Знамени, Орденом Октябрьской Революции и медалями; Лауреат Государственной премии СССР.
Был женат, двое детей. Умер 21 июля 2021 года в Перми.

## Награды и звания
- Орден Октябрьской Революции
- Орден Трудового Красного Знамени (дважды)
- Государственная премия СССР
- Медали